# Villafranca d'Asti
Villafranca d'Asti (Vilafranca d'Ast in piemontese) è un comune italiano di 2 899 abitanti della provincia di Asti, nel territorio storico dell'Astesana; è sito a circa 40 km da Torino e 15 da Asti, al centro di una valle circondata dai torrenti Riomaggiore, Stanavasso, Traversole e Triversa. La sua superficie è di 12 km quadrati.
Nel 2004 ha vinto il premio indetto da Legambiente come comune italiano con la più alta percentuale di rifiuti riciclati (85%).

## Storia
Villafranca sorge da più nuclei abitativi distinti che nel 1275, per volontà del comune di Asti, radunano i propri abitanti in un unico centro: Villafranca appunto. Fino a quella data il territorio dell'attuale comune faceva parte di quello che era detto il Comitato di Serralonga o Contado di Serralunga che aveva il suo centro in una attuale frazione del comune di Cantarana e comprendeva oltre che al comune di Villafranca quello di Cantarana, Castellero, Maretto, Roatto, Tigliole e parte di altri comuni limitrofi.
Nel XVI secolo a causa della "piccola glaciazione" il paese ha una radicale trasformazione e il centro comincia a formarsi dove è attualmente su una collina.
Abitata fin dall’antichità, la valle nel medioevo presentava numerosi villaggi dipendenti dalla Pieve di Musanza. Presso la Pieve si trovava un hospitalium che costituiva un importante richiamo commerciale.  La prima attestazione dell’esistenza di Villafranca risale al 1258; dalla seconda metà del Duecento essa fu infatti alle strette dipendenze della città di Asti, che decise di fondare un locus novus a protezione dell’area occidentale del proprio territorio. La diretta dipendenza da Asti continuerà ininterrottamente sino ad oggi. A partire dalla seconda metà del Trecento Villafranca fa parte del Districtus Civitatis Astensis, organismo territoriale composto da ventiquattro comuni a corona della città, sottoposti al diretto dominio del Consiglio generale di Asti che ne nomina i podestà sorteggiandoli tra i propri membri.
Nel settembre 1554 nel suo territorio, ai piedi del colle di Vulpilio, si svolge uno scontro tra spagnoli e francesi. I caduti di tale battaglia vengono sepolti sul colle, presso la chiesetta romanica dedicata alla Madonna della Neve o del Vulpilio.
Nel 1619 il duca di Savoia e conte di Asti Carlo Emanuele I, bisognoso di denaro per le sue imprese guerresche, smembrò i comuni del Distretto dalla diretta giurisdizione astigiana, cedendone i titoli feudali appositamente istituiti ai migliori offerenti. Villafranca venne infeudata al nobile astigiano Giovanni Andrea Cacherano d'Osasco, i cui discendenti assunsero il predicato "di Villafranca". Nel 1740 Pio Alessandro Cacherano di Villafranca sposò la nobildonna Monica Maillard de Tournon che rimase vedova nel 1774 dopo avergli dato tre figlie e un figlio. Monica si risposò l'anno seguente con il conte Antonio Amedeo Alfieri Bianco e dalla coppia nel 1749 nacque il grande trageda Vittorio Alfieri. Il feudo di Villafranca pervenne in via ereditaria al Angela Maria Eleonora Cacherano Scarampi Crivelli figlia del marchese Pio Alessandro, che andò in sposa al torinese conte Giuseppe Bernardo Cavoretto di Belvedere.
Dell’insediamento medievale, non esiste più nulla: infatti l’impianto urbanistico attuale del paese risale al Sei-Settecento con cospicui apporti e definitiva sistemazione nel corso dell'Ottocento.
Il paese, luogo strategico lungo la strada per Torino, sorgeva sull’altura dominante, un tempo difesa da fortificazioni, in cui oggi si trova la Parrocchiale seicentesca e un bel palazzo settecentesco.
Il territorio di Villafranca d’Asti è da tempo assai noto ai paleontologi che in questa zona hanno rinvenuto cospicue testimonianze fossili, al punto di denominare Villafranchiano la fase di formazione geologica compresa tra la fine dell’era terziaria (Pliocene superiore) e l’era quaternaria (Pleistocene medio).
I resti fossili sono prevalentemente di origine vegetale, ma negli strati più sabbiosi non è infrequente la presenza di scheletri di animali terrestri (rinoceronti, bovidi, cervidi ecc.). Infatti sono state rinvenute anche zanne di mastodonte, oggi conservate presso l'Istituto di Geologia e Paleontologia dell'Università di Torino.

### Simboli
(D.P.R. del 5 aprile 1995)
Lo stemma con l'albero è documentato per la prima volta sul frontespizio del Catasto comunale compilato nel 1603, ma è probabile che risalisse alla fine del Quattrocento, quando la comunità ottenne la propria indipendenza giuridica, confermata nel 1539 da un privilegio del re di Francia. Nell'Ottocento ne fu adottato uno diverso, registrato nel 1954, rappresentante un castello sulla cima di un colle e sormontato da una stella, ma utilizzato in modo discontinuo, fino alla scelta definitiva di riprendere lo stemma originario concesso con il decreto del presidente della Repubblica del 5 aprile 1995.
Il gonfalone è un drappo di azzurro.

## Monumenti e luoghi d'interesse

### La chiesa di Sant'Elena
La chiesa di Sant'Elena, fabbricata tra il 1646 e il 1652 da Francesco Garove e arricchita dallo stuccatore luganese Luca Corbellini tra il 1662 ed il 1664, è una delle più interessanti opere attribuite all'architetto ducale Amedeo di Castellamonte. È stata, ed è tuttora, oggetto di notevoli opere di restauro a partire dal 2003 che hanno riportato l'edificio agli antichi splendori. Nel corso di questi anni sono stati restaurati, dopo le quattro cappelle (2003-2005), le Virtù (2004-2005), il coro ligneo  (2007-2011), l'altare maggiore, la pavimentazione in quarzite di Barge, gli stucchi e dipinti del coro, del presbiterio, delle pareti laterali (2016-2018), i coretti del pulpito e degli Oblati (2017-2018), la controfacciata (2018), la cantoria ed il portone (2014-2015). Attualmente sono in corso i restauri della volta che si dovrebbero concludere nel corso dell'anno.
Tutti i lavori sin qui eseguiti sono descritti nella pubblicazione Quaderno dei restauri edita nel 2018 ed in vendita con incasso destinato alle opere in esecuzione presso la stessa chiesa parrocchiale.
La chiesa di Sant'Elena di Villafranca d'Asti non è solo un esempio di architettura barocca della quale, peraltro, costituisce realtà pressoché unica. Innanzitutto non ha subito trasformazioni e interventi tali da rendere illeggibile ed irrecuperabile l'aspetto originario, e ciò grazie alle vicende dell'Opera Pia che ne era proprietaria: di fatto subì delle modifiche essenzialmente solo agli arredi e alla decorazione quando divenne parrocchia nel 1867. Si è inoltre conservato praticamente intatto l'Archivio seicentesco dell'Opera contenente i documenti relativi al cantiere della chiesa.  Ma soprattutto essa è un esempio di architettura di corte: grazie agli stretti legami instauratisi tra mons. Giacomo Goria, vescovo di Vercelli, nativo di Villafranca e la famiglia Savoia, Giacomo Goria era stato, infatti, precettore dei figli di Carlo Emanuele I, la chiesa fu progettata da Amedeo di Castellamonte ed operò all'edificazione un vero e proprio "staff reale", composto dagli stessi artigiani per lo più luganesi che lavorarono nei cantieri ducali coevi. Fu proprio Giacomo Goria, con una donazione del 1645, a fondare nel suo paese natale l'Opera di Sant'Elena e gli Oblati di Sant'Eusebio, per i quali decise la costruzione di una chiesa.
Dal punto di vista tipologico essa è un esempio di architettura borromaica: è immediato il confronto con il San Fedele di Milano letto attraverso le mediazioni delle chiese dei Santi Martiri e del Corpus Domini, secondo un filo diretto che lega le Instructiones alla chiesa di Villafranca.  Emblematico è il fatto che Carlo Borromeo fosse il modello di Vescovo cui mons. Goria si ispirava; e a San Carlo Borromeo è dedicata la cappella più riccamente decorata e rifinita, oggetto, nel 2004, di un restauro che le ha restituito, come alle altre tre cappelle, l'aspetto originario. Le ridipinture novecentesche (1911) avevano infatti stravolto lo stretto legame esistente tra la rigorosa architettura catellamontiana e la decorazione a stucco.

## Società

### Evoluzione demografica
Abitanti censiti

## Cultura

### Eventi

#### "Vininvilla" e Settembre Villafranchese
Nel primo week-end di settembre si svolge il "Vininvilla" Festa del Vino e della Bagna Freida, un concorso enologico e mostra mercato dei vini DOC e DOCG del territorio astigiano selezionati dall'ONAV. Durante la festa vi sono le giostre e il Banco di Beneficenza curato dalle ex-allieve dell'Opera Pia Sant'Elena. In realtà durante tutto il mese di settembre e anche negli ultimi week-end di agosto ci sono feste, manifestazioni o iniziative che animano il paese da parte delle varie associazioni o frazioni.
Alla mostra mercato si possono degustare ed acquistare a prezzi di cantina i ca. 200 vini selezionati al Concorso enologico nazionale Vininvilla per le DOC e DOCG della provincia di Asti, il più rappresentativo del territorio astigiano per numero di vini e produttori partecipanti.
Il tutto abbinato ai migliori piatti del territorio tra i quali spicca la Bagna Freida, piatto tipico del paese. Robusto, schietto, tradizionale e ben radicato è un piatto estivo autentico e non un'evoluzione della nota bagna caoda. Sono gli stessi ingredienti, ma è più simile alle anchoiades fredde della Provenza.

#### Altre feste villafranchesi
- "Maiale d'Autore", che si svolge nella terza domenica di maggio, riguarda appunto il maiale e le lavorazioni a cui viene sottoposta la sua carne. Anche questa festa ha gli eventi principali in un week-end in cui al sabato sera alcune Pro-Loco di comuni appartenenti alla Val Triversa cucinano piatti, il cui tema di base è appunto il maiale. La Fiera “Maiale d'Autore” fa parte dell'iniziativa ""Ritorno alla Fiera", Circuito delle Antiche Fiere del Monferrato Astigiano dell'I.C. Leader Plus, promossa dal G.A.L. Basso Monferrato Astigiano.
- "Gusto all'Oratorio" che si svolge in un sabato sera del mese di luglio in cui animatori e catechisti dell'oratorio parrocchiale cucinano vari piatti che si possono degustare nella suggestiva piazza Goria adiacente all'oratorio parrocchiale. È conosciuta anche come "Sagra degli antipasti" e risale al 2005
- "Birrinvilla" Festa della Birra con specialità gastronomiche, birra artigianale, spettacoli ed attrazioni. Si svolge il primo week end di giugno.
- Bagna caoda benefica a favore della LILT, a cura della Pro loco di Villafranca d'Asti. Si svolge nel mese di novembre.

## Amministrazione
Di seguito è presentata una tabella relativa alle amministrazioni che si sono succedute in questo comune.
| Periodo        | Periodo        | Primo cittadino  | Partito                                     | Carica  | Note  |
| -------------- | -------------- | ---------------- | ------------------------------------------- | ------- | ----- |
| 21 giugno 1985 | 24 maggio 1990 | Pierino Pigella  | Democrazia Cristiana                        | Sindaco | [ 9 ] |
| 24 maggio 1990 | 24 aprile 1995 | Giovanni Saracco | lista civica Insieme per cambiare           | Sindaco | [ 9 ] |
| 24 aprile 1995 | 14 giugno 1999 | Giovanni Saracco | lista civica Insieme per cambiare           | Sindaco | [ 9 ] |
| 14 giugno 1999 | 14 giugno 2004 | Massimo Padovani | lista civica                                | Sindaco | [ 9 ] |
| 14 giugno 2004 | 8 giugno 2009  | Massimo Padovani | lista civica                                | Sindaco | [ 9 ] |
| 8 giugno 2009  | 26 maggio 2014 | Guido Cavalla    | lista civica                                | Sindaco | [ 9 ] |
| 26 maggio 2014 | 27 maggio 2019 | Guido Cavalla    | lista civica Dalla parte dei villafranchesi | Sindaco | [ 9 ] |
| 27 maggio 2019 | in carica      | Anna Macchia     | lista civica Dalla parte dei villafranchesi | Sindaco | [ 9 ] |

### Altre informazioni amministrative
Dal 26 maggio 2014, il gruppo di opposizione in consiglio comunale è rappresentato dalla lista civica "Villafranca Domani", con capogruppo Paolo Volpe. Sono consiglieri della lista Alfredo Castaldo, Lorenzo Salvadore e Giovanni Damasio (che è subentrato al dimissionario Umberto Russo). "Villafranca Domani" si è opposto all'uscita del Comune dall'Unione Valtriversa, voluta dalla maggioranza alla fine del 2013.